# Watongia
Watongia es un  género extinto de sinápsidos pelicosaurios de la familia Varanopidae que existió durante el Pérmico Medio en lo que actualmente es Norteamérica. Solo una especie se ha descrito, Watongia meieri, de la Formación Chickasha, Oklahoma. Fue asignado a la familia Gorgonopsidae por Olson y a Eotitanosuchia por Carroll. Reisz y colaboradores lo asignaron a Varanopidae.